# 77 km (rejon kirowski)
77 km (ros. 77 км) – przystanek kolejowy w pobliżu miejscowości Aleksiejewka, w rejonie kirowskim, w obwodzie leningradzkim, w Rosji. Położony jest na linii Petersburg - Mga - Wołchow.